# Jonás Gutiérrez
Jonás Manuel Gutiérrez (født 5. juli 1983 i Sáenz Peña, Argentina) er en argentinsk fodboldspiller, der spiller som kantspiller i hjemlandet hos Independiente. Han har tidligere spillet for Vélez Sársfield, RCD Mallorca i Spanien samt hele syv sæsoner hos engelske Newcastle.
Med Vélez Sársfield blev Gutiérrez i 2005 argentinsk mester.

## Landshold
Gutiérrez står (pr. 22. marts 2018) noteret for 22 kampe og én scoring for Argentinas landshold, som han debuterede for i februar 2007 i en venskabskamp mod Frankrig. Han var en del af den argentinske trup til VM i 2010 i Sydafrika.

## Titler
Argentinsk Mesterskab
- 2005 med Vélez Sársfield